# 安常
安常（?—?），号五桥，富察氏，内务府满洲镶黄旗人。道光甲辰翻译举人，乙巳翻译进士。
钦点主事，签分兵部武选司行走，后任工部屯田司、清吏司员外郎，盛京刑部主事、盛京户部员外郎，诰授奉政大夫。

## 家族
- 始祖法式善，正白旗满洲副都统、镶黄旗护军统领，顺治元年从龙入关；
- 胞兄安奎，内务府造办处六品掌庫、都虞司员外郎；
- 胞弟安志、安强，内务府官员；
- 堂弟安荣，吉林理事同知赏加知府衔，赏戴蓝翎；
- 堂侄濟中，光緒九年（1883年）癸未科进士。[2]